# Amel Bent
Amel Bent (właśc. Amel Bachir, ur. 21 czerwca 1985 roku w Paryżu) – francuska piosenkarka.

## Życiorys
Bent pochodzi z rodziny o marokańsko-algierskich korzeniach. Zadebiutowała w 2004 roku startując w telewizyjnym programie La Nouvelle Star i dotarła do półfinału.
Dzięki tym sukcesom pod koniec tego roku wydała płytę Un jour d’eté, która we Francji znalazła ponad 150 tysięcy nabywców. Album promował singel „Ma philosophie”, który cieszył się ogromną popularnością i przez 6 tygodni gościł na pierwszym miejscu listy przebojów nad Sekwaną.

## Dyskografia
Albumy
| 2004 | Un jour d’eté | 3  | 12 | 39 |
| 2007 | À 20 ans      | 4  | 15 | 24 |
| 2009 | Où je vais    | 9  | 25 | 65 |
| 2011 | Délit mineur  | 28 | 61 | –  |
| 2014 | Instinct      | 11 | 14 | 24 |
| 2019 | Demain        | 12 | 13 | 55 |
| 2021 | Vivante       | 1  | 7  | 41 |

Single
| Rok  | Tytuł                     | Miejsce na liście | Miejsce na liście | Miejsce na liście | Album         |
| Rok  | Tytuł                     | FR                | BE                | SW                | Album         |
| ---- | ------------------------- | ----------------- | ----------------- | ----------------- | ------------- |
| 2005 | Ma philosophie            | 1                 | 1                 | 16                | Un jour d’eté |
| 2005 | Le Droit à l’erreur       | 7                 | 36                | 16                | Un jour d’eté |
| 2005 | Ne retiens pas tes larmes | 5                 | 50                | 5                 | Un jour d’eté |
| 2006 | Eye Of The Tiger          | 2                 | 32                | 13                | Un jour d’eté |
| 2007 | Nouveau Français          | 3                 | 75                | 7                 | À 20 ans      |
| 2007 | À 20 ans                  | 42                | –                 | –                 | À 20 ans      |
| 2008 | Tu n’es plus là           | –                 | 40                | –                 | À 20 ans      |
| 2008 | Vivre ma vie              | –                 | –                 | –                 |               |
| 2009 | Où je vais                | 4                 | 23                | –                 | Où je vais    |
| 2010 | Le mal de toi             | –                 | –                 | –                 | Où je vais    |
| 2010 | Je me sens bien           | –                 | –                 | –                 | Où je vais    |
| 2010 | Cette idée là             | –                 | –                 | –                 | Où je vais    |
| 2011 | Je reste                  | –                 | –                 | –                 | Délit mineur  |